# 常顕寺 (茅ヶ崎市)

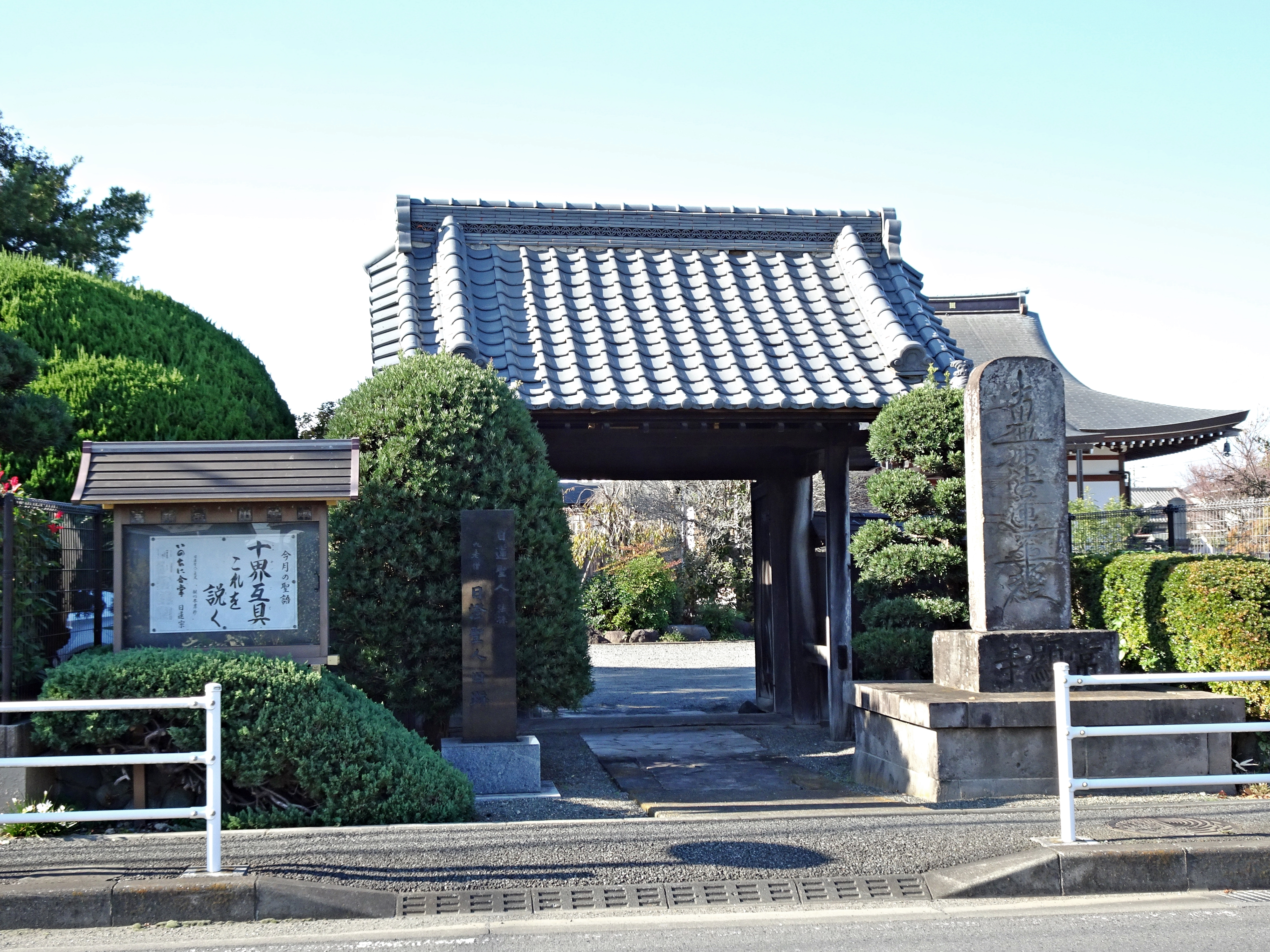
常顕寺山門

常顕寺（じょうけんじ）は、神奈川県茅ヶ崎市萩園にある日蓮宗の寺院で山号を本立山という。大乗阿闍梨日澄（九老僧の一人）の旧跡。旧本山は鎌倉の比企谷妙本寺、脱師法縁。

## 歴史
- 元応－正中年間（1319年‐1326年）頃に建立されたと伝わる。
- 明治7年（1874年）境内に詳恭学舎（のちの萩園学校）が設立された。
- 平成8年（1996年）日蓮聖人像が茅ヶ崎市の重要文化財に指定された。

## 仏像等
- 子之権現 - 1319年（元応元年）日澄が萩園地区で説法を行っていた際に祀ったものと言われる。高さおよそ20センチメートルの2体の立像で御前立と御本尊が前後に並ぶ。
- 木造日蓮坐像 - 1527年（大永7年）銘を持つ古像である。茅ヶ崎市指定重要文化財[1]。

## 歴代
- 大乗阿闍梨日澄
- 森田海玄

## アクセス
車
- 首都圏中央連絡自動車道「寒川南IC」より車で約5分
- 新湘南バイパス「茅ヶ崎西IC」より車で約6分

## 関連資料
- 『特別展 鎌倉の日蓮聖人 中世人の信仰世界』神奈川県立歴史博物館（2009年）
- タウンニュース　2014年4月18日号
- 日蓮宗新聞　2014年4月26日付